# Atari TT030

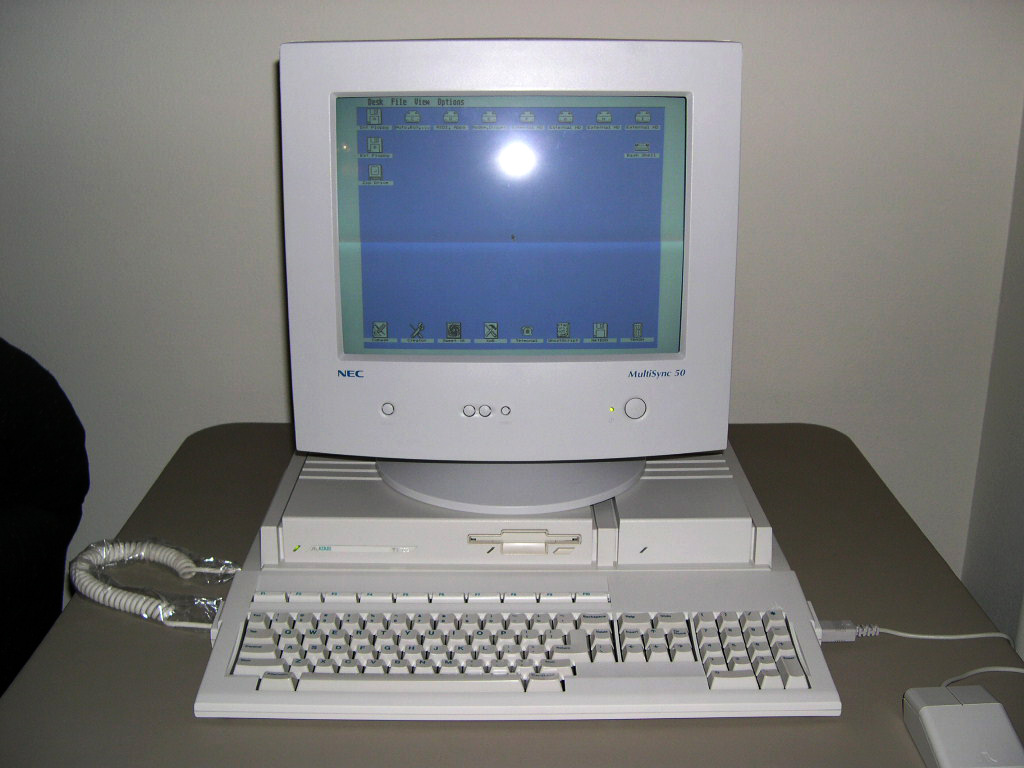
Atari TT030

Atari TT030 je prvním 32bitovým osobním počítačem firmy Atari používajícím operační systém Atari TOS. Počítač byl zamýšlen jako pracovní stanice pro aplikace CAD a DTP. V původním návrhu měl být osazen CPU Motorola 68020, ten byl ale později vyměněn za 68030, který obsahuje integrovaný MMU a 256 byte instrukční a datovou cache. Systém dále používá matematický koprocesor 68882. Stejně jako modely Atari ST je vybaven porty MIDI pro ovládání digitalizovaných hudebních nástrojů, na rozdíl od nich však byl již i v základním provedení vybaven pevným diskem SCSI.
Jako operační systém je použit TOS ve verzi 3.0x, který je obsažen ve 512KB paměti ROM. Jako alternativou měl být operační systém ASV (Atari Sytem V) UNIXového typu, který byl ale nakonec stažen z prodeje.
Počítač byl poprvé veřejnosti představen na CeBITu v Hannoveru v roce 1990. V té době se prodával za cenu 2999 dolarů. V základní výbavě měl 2MB RAM a 50MB SCSI harddisk. Zpočátku se pro něj objevila spousta software (viz literatura) a hardware i pro profesionální práci. Bohužel díky různým přehmatům a chybným rozhodnutím vedení firmy se tvůrci software i hardware od Atari jako celku postupně odklonili. V roce 1993, když se Atari začalo orientovat zpátky na herní průmysl, byla výroba ukončena. Poslední série počítačů Atari TT030 byla vyrobena jako vývojový systém pro herní konzoli Atari Jaguar.